# Lundin Links
Lundin Links ist eine kleine schottische Ortschaft auf der Nordseite des Firth of Forth in der Grafschaft Fife. Die bedeutendste Sehenswürdigkeit, die Menhire (englisch Standing Stones) von Lundin Links, stehen westlich des Ortes auf dem Gelände des „Ladies Golf Club“.
Zwei der Steine stehen nah beieinander, der dritte etwas entfernter. Sie gehören zu den eindrucksvollsten in Schottland. Der einzelne Stein ist etwa 5,5 m hoch. Höher ist in Schottland nur der Clach an Trushal. Die Steine des Paares sind 4,1 beziehungsweise 4,6 m hoch. Hinweise auf einen vierten Stein existieren. Die mit ihrer Errichtung vor etwa 5000 Jahren verbundenen technischen Fertigkeiten der lokalen neolithischen Bevölkerung müssen hoch entwickelt gewesen sein. Ähnlich respektable Steine stehen bei Machrie Moor.
Der Steinkreis von Lundin liegt in Grandtully in Perth and Kinross.